# Аквариумный грунт

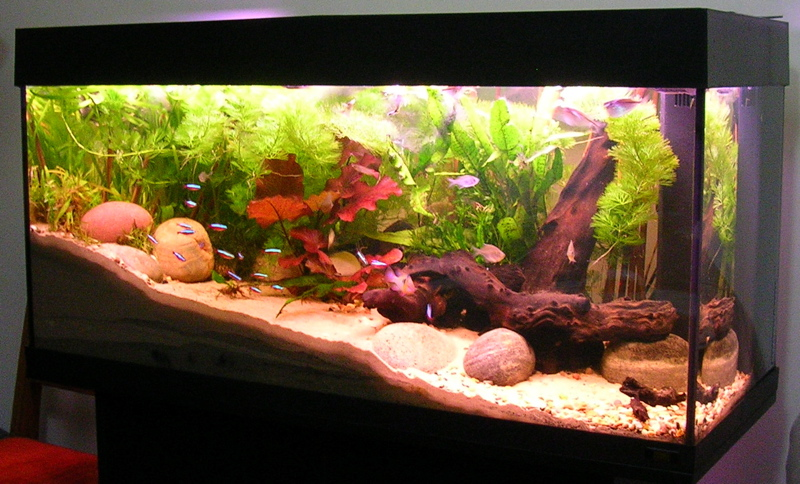
Грунт в пресноводном аквариуме

Аквариумный грунт — часть оформления экосистемы в замкнутом искусственном водоёме аквариуме, субстрат, необходимый для жизни растений, отдельных рыб, беспозвоночных и простейших, элемент дизайна аквариума. В почве укореняются отдельные растения и получают из него питательные вещества. Кроме эстетического назначения почва способствует установлению биологического баланса и, фактически, является непрерывно функционирующим фильтром.
Грунт является важной частью аквариума, выполняющей несколько функций:
- Субстрат для прикрепления растений.
- Источник питательных веществ для растений.
- Буфер для содержания отходов жизнедеятельности рыб и других органических останков.
- Субстрат для бактерий, участвующих в азотном и других обменах (функция биофильтра), и других микроорганизмов.
- Место обитания для донных видов рыб, и необходимый компонент для рыб, использующих грунт в своей жизнедеятельности (например, для откладывания икры во время нереста).
- Декоративный элемент аквариума.

Грунты бывают питательными (питательные подложки, активные грунты) и нейтральными (базовые грунты). Питательный грунт накрывают слоем базового грунта для предотвращения вымывания питательных веществ из грунта и попадания их в воду.

## Грунт

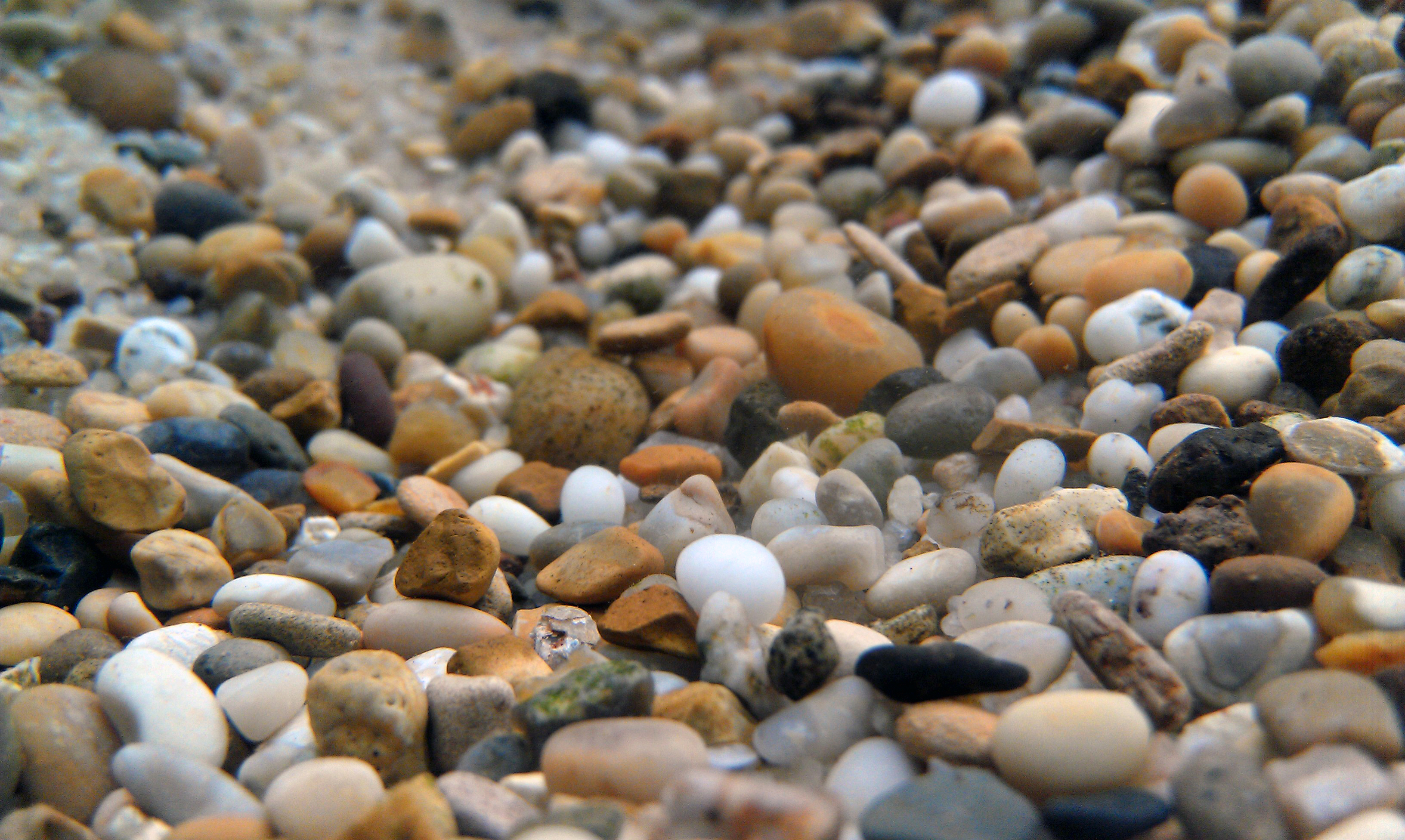
Гравий в пресноводном аквариуме.

Для аквариума, в котором содержатся растения, грунт имеет первостепенное значение. Именно в почве происходят основные биохимические процессы, определяющие биологическое равновесие экосистемы. Основа любого грунта — субстрат, индифферентный к воде аквариума. Для субстрата можно использовать песок, гальку, мелкий гравий, керамзит, кирпичную крошку, каменный уголь, стеклянные шарики, стеклянную обкатанную крошку, мелкие кусочки пластика.
Одной из важнейших характеристик субстрата является его пористость. Мелкий песок, размер частиц которого менее 1 мм, мало пригоден для образования почвы. Он быстро слёживается, в нём нарушаются обменные процессы. Нарушение газового обмена в таком грунте приводит к его закисанию и загниванию корней растений. Как правило, биологическое равновесие в аквариумах с грунтом, состоящим из мелкого песка, очень неустойчиво. Здесь плохо помогают даже рыба и моллюски, ворошащие почву.
Прекрасным, легко доступным субстратом является крупный песок с размером частиц 2—4 мм. Он обладает достаточной пористостью. Обменные процессы в таком грунте долгое время не нарушаются. Заиленный грунт, состоящий из крупного песка, вполне подходит для большинства аквариумных растений. Он устраивает и растения с мощной корневой системой, и растения с нежными ломкими корнями, так как его сравнительно мелкие частицы при пересадке почти не травмируют корни. Этот грунт легко проницаем для вновь образующихся корней.
В аквариумах с успехом используется мелкая галька с размером частиц от 4 до 8 мм. Такой, грунт слёживается меньше, чем грунт, субстрат которого состоит из крупного песка, но заиливание его происходит медленнее. Сравнительно большие частицы субстрата травмируют корни растений при пересадке, поэтому такой грунт больше всего подходит для крупных растений с сильной корневой системой.

## Грунт как субстрат

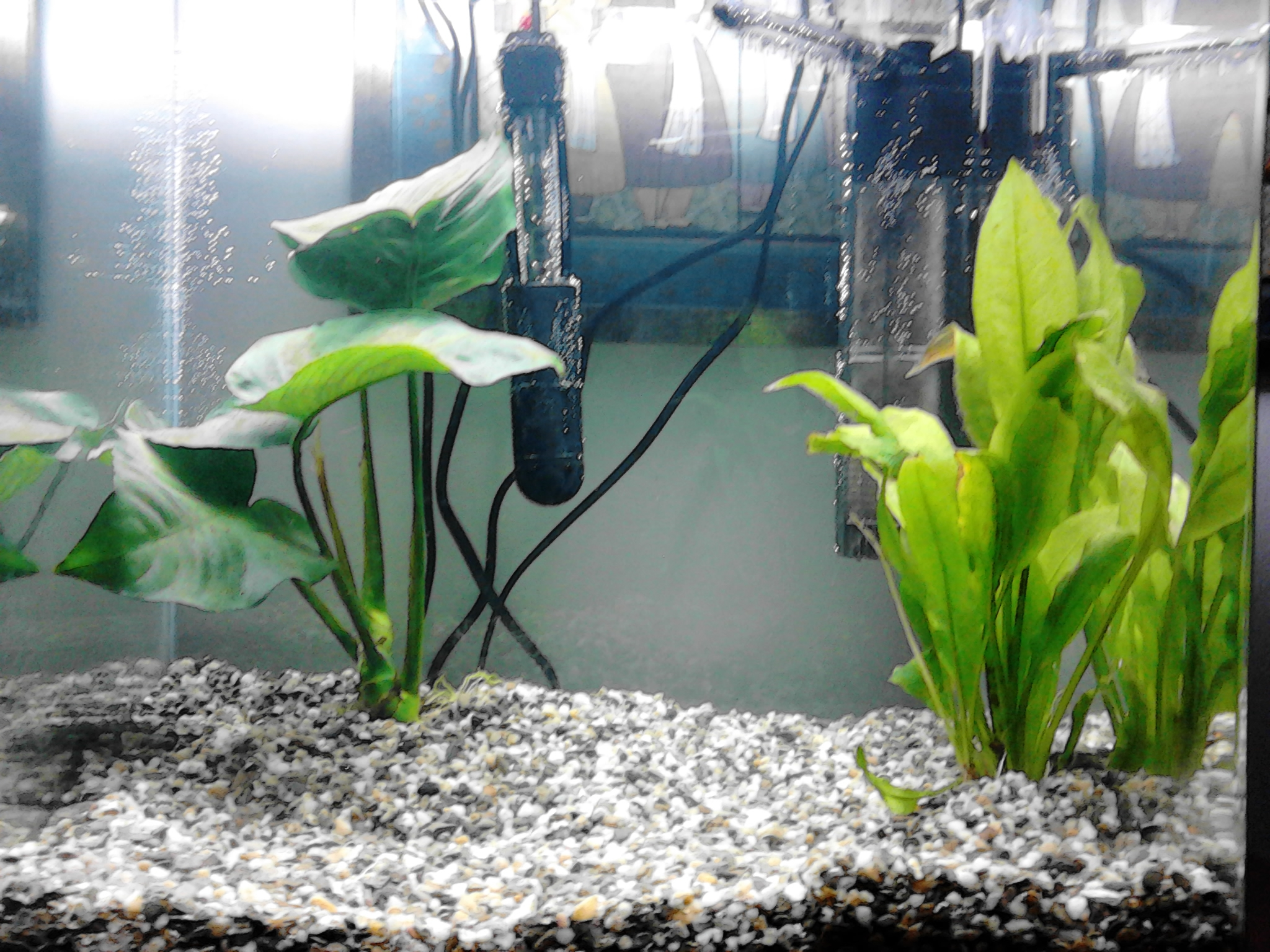
Растения в грунте

Значительно реже и только в очень больших аквариумах используются в качестве субстрата сравнительно крупная галька или гравий. Как самостоятельный субстрат для выращивания растений они практически непригодны. Песок, галька и гравий имеют общее происхождение: это мелкие частицы гранита — породы, широко распространённой в России, поэтому они наиболее доступны для аквариумистов. Цвет частиц гранита может быть самым разным: от светло-серого до почти чёрного или красного. Он зависит от включений различных минералов, но практически любой вид гранита подходит для аквариума. Растворимость различных включений в гранит очень незначительна и существенно не влияет на химический состав воды аквариума.
Перед тем как поместить субстрат в аквариум, его надо подготовить. Начать надо с тщательной промывки. Мыть субстрат надо до тех пор, пока сливаемая вода не станет совершенно чистой, без признаков мути. После этого почву рекомендуется прокалить на противне. Прокаливание позволяет уничтожить случайно сохранившуюся в субстрате органику, а значит и микроорганизмы, которые могут вызвать заболевания рыб.
В некоторых руководствах по аквариумистике рекомендуется дополнительно обработать субстрат соляной кислотой для удаления солей кальция. Однако, опыт показал, что использование субстрата с включениями мрамора или известняка повышает жёсткость очень мягкой воды на 2—4°, а уже на воду средней жёсткости практически не влияет. Для содержания растений такое изменение жёсткости воды существенной роли не играет.
Неоднократно проводились опыты по использованию различных видов субстрата и грунта. Так, применялся речной песок, взятый непосредственно со дна реки и помещённый без обработки в аквариум; карьерный песок с глиной, также без обработки и промывки; мелкая галька с берега Финского залива, из которой удалялись только щепки и кусочки тростника. Результат во всех случаях был примерно одинаковым. Характер грунта не оказывал на рост растений отрицательного влияния. Даже наоборот, чем больше дополнительных включений (ила, глины, частиц торфа) было в таком грунте, тем быстрее в аквариуме устанавливались биологическое равновесие и стабилизировался рост растений.

## Грунт как элемент дизайна

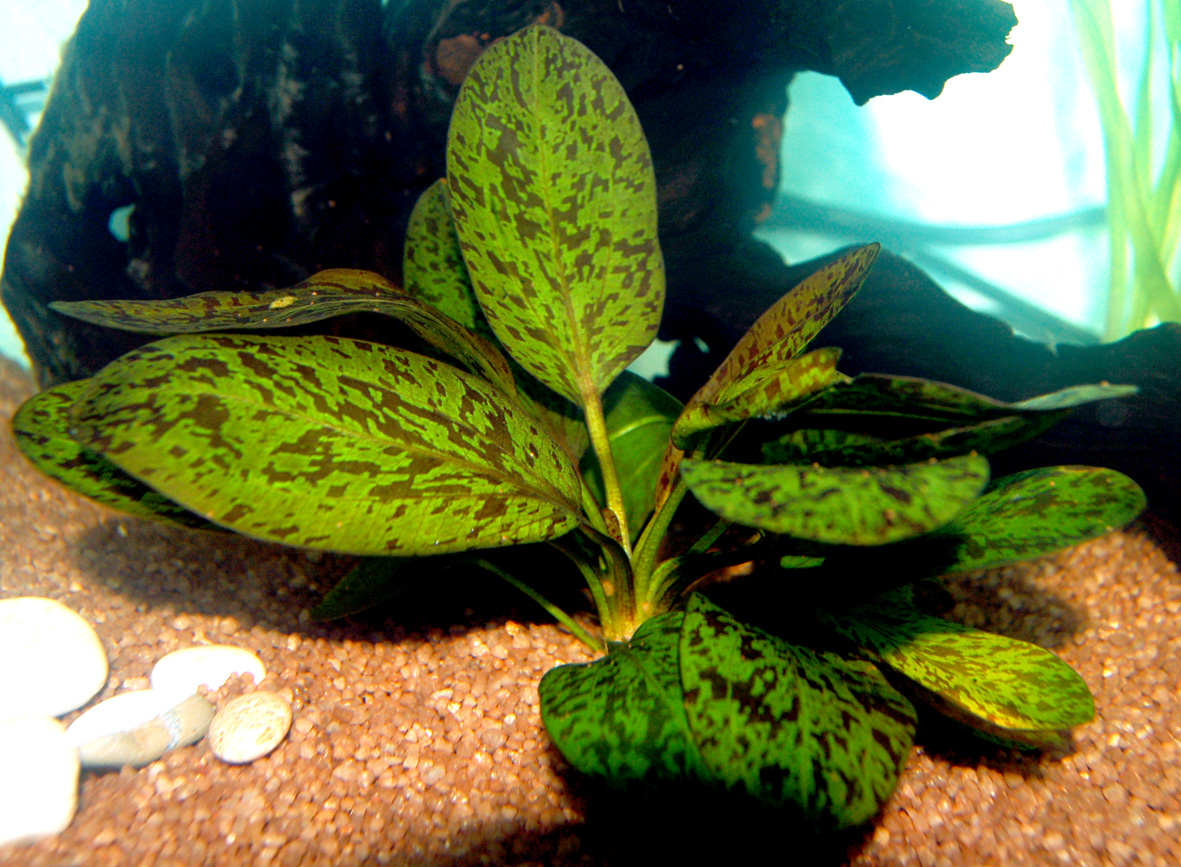
Эхинодорус в грунте

Для пресноводного аквариума желательно использовать серый или тёмный грунт. Тёмный оттенок почвы успокаивающе действует на рыб, лучше прогревается, растения на фоне тёмного грунта кажутся более яркими.
Грунт имеет также декоративную функцию и вместе с камнями позволяет создавать рельеф дна.
В качестве аквариумного грунта обычно используют крупнозернистый речной или строительный песок с размером фракции 2—4 мм, базальтовую крошку, кварцевый песок, обкатанный гравий, мелкую морскую гальку 3—8 мм. При использовании гальки на дно желательно сначала положить тонкий слой более мелкого песка. Оптимальным считается почва с размерами фракций 2—4 мм с толщиной слоя 2—5 см и до 10 см для крупных аквариумных растений. Более крупные фракции применяют с увеличением толщины слоя почвы.

## Грунт как фильтр
В почве накапливается детрит и происходят процессы его разложения. Почвенные бактерии и одноклеточные организмы обеспечивают расщепление детрита с образованием солей, необходимых для нормального развития растений. Одним из условий нормального функционирования почвенных бактерий является хорошая циркуляция воды, обеспечивающая поступление в почву необходимых для жизнедеятельности бактерий питательных веществ и кислорода.
В качестве грунта может использоваться крупный речной песок, реже — песок из песчаных карьеров (в таком песке обычно много примесей, повышающих жёсткость воды). В более мелком грунте отсутствует циркуляция воды, почти не поступает кислород, и замедляются все биологические процессы, корни растений начинают загнивать.